# Azzo da Castello
Azzo da Castello (Spezzano, ... – Ferrara, 1395) è stato un nobile e condottiero italiano, signore di Formigine, Nocera Umbra e Spezzano.

## Biografia
Le prime fonti su Azzo da Castello raccontano vicende relative al penultimo decennio del XIV secolo. Nel 1384, a Napoli, combatté al fianco di Alberico da Barbiano contro le truppe di Luigi I d'Angiò. Nel maggio del 1385 con Ceccolo Broglia, Brandolino III Brandolini, Giovanni da Barbiano, Conte da Carrara e Boldrino da Panicale attaccò le Marche, catturando uomini e bestiame ed occupando le terre dello Stato Pontificio. Pochi anni dopo, nel 1388, si trovò a combattere contro Ceccolo Broglia, costringendolo ad un accordo. Nel novembre 1389, con la visita di papa Bonifacio IX, successore di Urbano VI, venne respinto per inosservanza dei suoi doveri verso la Chiesa.
Intorno al 1391 fu attivo nella zona di Gualdo Tadino (dove la sua presenza era stata segnalata sin dal 1383), alleato con la compagnia di San Giorgio e contrapposto, per il controllo dei vari castelli della zona, a Pietro Baglioni e Fabrizio Signorelli. Nel 1393 venne assoldato, con Biordo Michelotti, a Montalboddo e partecipò alla presa di Nocera Umbra.
Negli ultimi anni della sua vita, quando aveva raggiunto il grado di generale, venne a Ferrara al servizio del marchese, in quel momento Alberto V d'Este, mettendo a disposizione mille dei suoi uomini per catturare Azzo X, appartenente ad un ramo cadetto degli estensi, il quale non accettava le scelte di successione al potere ferrarese appoggiate anche da papa Benedetto IX. Nel 1394 venne nominato signore di Spezzano e nel febbraio 1395, durante un torneo organizzato per volontà di Niccolò d'Este che intendeva assistere al combattimento per apprenderne le tecniche, venne involontariamente ferito da Antonio degli Obizzi e morì durante la notte successiva.